# Skibob-Weltmeisterschaften 2000
Die 24. Skibob-Weltmeisterschaften fanden von 15. bis 22. Januar 2000 in St. Johann im Pongau im österreichischen Bundesland Salzburg statt. Ausgetragen wurden die Disziplinen Abfahrt, Super-G, Riesenslalom und Slalom. Medaillen wurden außerdem in der Kombinationswertung vergeben. Für die Organisation zeichneten der Wintersportverein St. Johann und der Skibobclub (SBC) Linz verantwortlich.

## Teilnehmer
Teilnehmerländer und Anzahl der Starter in Klammern:
| Europa (11 Länder)                                                                                | Europa (11 Länder)                                                                    | Europa (11 Länder) |
| ------------------------------------------------------------------------------------------------- | ------------------------------------------------------------------------------------- | ------------------ |
| - Deutschland (8) - Estland (1) - Italien (1) - Luxemburg (3) - Niederlande (1) - Österreich (17) | - Polen (5) - Schweiz (5) - Tschechien (17) - Türkei (1) - Vereinigtes Königreich (4) |                    |
| Amerika (1 Land)                                                                                  |                                                                                       |                    |
| - Vereinigte Staaten (1)                                                                          |                                                                                       |                    |
| Asien (1 Land)                                                                                    |                                                                                       |                    |
| - Japan (1)                                                                                       |                                                                                       |                    |
| Afrika (1 Land)                                                                                   |                                                                                       |                    |
| - Tansania (1)                                                                                    |                                                                                       |                    |

## Medaillenspiegel
Berücksichtigt sind nur die Rennen in der allgemeinen Klasse.
| Platz | Land       |   |   |   |    |
| ----- | ---------- | - | - | - | -- |
| 1     | Österreich | 7 | 2 | 2 | 11 |
| 2     | Tschechien | 3 | 7 | 8 | 18 |
| 3     | Schweiz    | – | 1 | – | 1  |

## Herren

### Abfahrt
| Platz | Land | Sportler           | Zeit (min) |
| ----- | ---- | ------------------ | ---------- |
| 01    | AUT  | Markus Moser       | 1:27,54    |
| 02    | CZE  | Štěpán Hlaváč      | 1:30,08    |
| 03    | CZE  | Dušan Kudrnovský   | 1:30,71    |
| 04    | CZE  | Stanislav Ježek    | 1:31,72    |
| 05    | CZE  | Josef Pohl         | 1:32,37    |
| 06    | CZE  | Pavel Hlaváč       | 1:32,39    |
| 07    | AUT  | Dieter Lerchster   | 1:32,59    |
| 08    | AUT  | Rudolf Ablinger    | 1:32,64    |
| 09    | AUT  | Christian Ablinger | 1:32,77    |
| 10    | CZE  | David Hafner       | 1:33,05    |

33 Sportler klassiert
Titelverteidiger:  Dušan Kudrnovský

### Super-G
| Platz | Land | Sportler           | Zeit (min) |
| ----- | ---- | ------------------ | ---------- |
| 01    | AUT  | Markus Moser       | 1:30,17    |
| 02    | CZE  | Dušan Kudrnovský   | 1:31,13    |
| 03    | CZE  | Štěpán Hlaváč      | 1:31,62    |
| 04    | SUI  | Franz Tschümperlin | 1:33,39    |
| 05    | CZE  | Pavel Hlaváč       | 1:33,63    |
| 06    | AUT  | Peter Eschlböck    | 1:34,01    |
| 07    | AUT  | Klaus Mayrhofer    | 1:34,23    |
| 08    | AUT  | Dieter Lerchster   | 1:34,34    |
| 09    | GER  | Alexander Mandl    | 1:34,53    |
| 10    | GER  | Stefan Schacher    | 1:34,89    |

33 Sportler klassiert
Titelverteidiger:  Štěpán Hlaváč

### Riesenslalom
| Platz | Land | Sportler         | Zeit (min) |
| ----- | ---- | ---------------- | ---------- |
| 01    | AUT  | Markus Moser     | 1:46,79    |
| 02    | SUI  | Björn Walter     | 1:47,02    |
| 03    | CZE  | Pavel Hlaváč     | 1:47,98    |
| 04    | CZE  | Štěpán Hlaváč    | 1:48,30    |
| 05    | CZE  | Josef Pohl       | 1:48,40    |
| 06    | CZE  | Dušan Kudrnovský | 1:48,59    |
| 07    | CZE  | David Krejčí     | 1:49,63    |
| 08    | CZE  | Stanislav Ježek  | 1:49,76    |
| 09    | AUT  | Dieter Lerchster | 1:50,25    |
| 10    | CZE  | David Hafner     | 1:50,87    |

32 Sportler klassiert
Titelverteidiger:  Štěpán Hlaváč

### Slalom
| Platz | Land | Sportler           | Zeit (min) |
| ----- | ---- | ------------------ | ---------- |
| 01    | CZE  | Josef Pohl         | 1:33,09    |
| 02    | CZE  | Dušan Kudrnovský   | 1:33,68    |
| 03    | CZE  | David Hafner       | 1:33,90    |
| 04    | AUT  | Dieter Lerchster   | 1:34,27    |
| 05    | AUT  | Christian Ablinger | 1:36,38    |
| 06    | CZE  | Luboš Kodytek      | 1:36,44    |
| 07    | CZE  | David Havlíček     | 1:36,57    |
| 08    | CZE  | Štěpán Hlaváč      | 1:37,02    |
| 09    | CZE  | David Krejčí       | 1:37,69    |
| 10    | SUI  | Franz Tschümperlin | 1:38,62    |

27 Sportler klassiert
Titelverteidiger:  Dušan Kudrnovský

### Kombination
| Platz | Land | Sportler           | Punkte |
| ----- | ---- | ------------------ | ------ |
| 01    | CZE  | Dušan Kudrnovský   | 33,86  |
| 02    | CZE  | Josef Pohl         | 40,04  |
| 03    | CZE  | Štěpán Hlaváč      | 48,66  |
| 04    | AUT  | Dieter Lerchster   | 58,58  |
| 05    | CZE  | David Hafner       | 62,62  |
| 06    | CZE  | Pavel Hlaváč       | 76,14  |
| 07    | AUT  | Christian Ablinger | 84,20  |
| 08    | CZE  | David Krejčí       | 100,63 |
| 09    | CZE  | Luboš Kodytek      | 111,48 |
| 10    | CZE  | David Havlíček     | 117,67 |

Das Ergebnis der Kombination setzt sich aus den addierten Zeiten von Abfahrt, Riesenslalom und Slalom zusammen, die anhand eines Punktesystems umgewandelt wurden.

22 Sportler klassiert
Titelverteidiger:  Josef Pohl

## Damen

### Abfahrt
| Platz | Land | Sportler             | Zeit (min) |
| ----- | ---- | -------------------- | ---------- |
| 01    | AUT  | Heidi Achleitner     | 1:34,12    |
| 02    | CZE  | Soňa Jandová         | 1:35,61    |
| 03    | AUT  | Iris Lienhard        | 1:35,91    |
| 04    | CZE  | Alena Housová        | 1:37,87    |
| 05    | CZE  | Kristýna Jírová      | 1:41,07    |
| 06    | CZE  | Petra Poláková       | 1:41,30    |
| 07    | AUT  | Kerstin Mörtenhuemer | 1:41,63    |
| 08    | AUT  | Petra Mörtenhuemer   | 1:42,20    |
| 09    | AUT  | Kerstin Mayrhofer    | 1:43,35    |
| 10    | POL  | Danuta Kominek       | 1:47,24    |

15 Sportlerinnen klassiert
Titelverteidigerin:  Soňa Jandová

### Super-G
| Platz | Land | Sportler             | Zeit (min) |
| ----- | ---- | -------------------- | ---------- |
| 01    | AUT  | Iris Lienhard        | 1:36,19    |
| 02    | AUT  | Heidi Achleitner     | 1:36,81    |
| 03    | CZE  | Soňa Jandová         | 1:36,99    |
| 04    | CZE  | Alena Housová        | 1:37,43    |
| 05    | AUT  | Kerstin Mayrhofer    | 1:38,54    |
| 06    | CZE  | Petra Poláková       | 1:39,15    |
| 07    | AUT  | Kerstin Mörtenhuemer | 1:43,78    |
| 08    | CZE  | Kristýna Jírová      | 1:43,97    |
| 09    | POL  | Danuta Kominek       | 1:47,13    |
| 10    | POL  | Sylwia Kawik         | 1:47,91    |

14 Sportlerinnen klassiert
Titelverteidigerin:  Alena Housová

### Riesenslalom
| Platz | Land | Sportler             | Zeit (min) |
| ----- | ---- | -------------------- | ---------- |
| 01    | AUT  | Iris Lienhard        | 1:51,70    |
| 02    | CZE  | Alena Housová        | 1:53,30    |
| 03    | AUT  | Kerstin Mayrhofer    | 1:54,32    |
| 04    | CZE  | Soňa Jandová         | 1:54,58    |
| 05    | AUT  | Heidi Achleitner     | 1:55,08    |
| 06    | CZE  | Kristýna Jírová      | 1:55,64    |
| 07    | CZE  | Petra Poláková       | 1:56,85    |
| 08    | AUT  | Petra Mörtenhuemer   | 1:57,64    |
| 09    | GER  | Marika Ziron         | 1:58,24    |
| 10    | AUT  | Kerstin Mörtenhuemer | 1:59,64    |

18 Sportlerinnen klassiert
Titelverteidigerin:  Heidi Achleitner

### Slalom
| Platz | Land | Sportler           | Zeit (min) |
| ----- | ---- | ------------------ | ---------- |
| 01    | CZE  | Alena Housová      | 1:37,89    |
| 02    | AUT  | Heidi Achleitner   | 1:39,54    |
| 03    | CZE  | Soňa Jandová       | 1:39,97    |
| 04    | AUT  | Petra Mörtenhuemer | 1:46,85    |
| 05    | AUT  | Kerstin Mayrhofer  | 1:46,91    |
| 06    | GER  | Tina Goldhahn      | 1:51,57    |
| 07    | POL  | Sylwia Kawik       | 1:54,66    |
| 08    | POL  | Danuta Kominek     | 1:56,78    |
| 09    | CZE  | Petra Poláková     | 2:06,92    |
| 10    | POL  | Joanna Macura      | 2:28,28    |

12 Sportlerinnen klassiert
Titelverteidigerin:  Heidi Achleitner

### Kombination
| Platz | Land | Sportler             | Punkte |
| ----- | ---- | -------------------- | ------ |
| 01    | AUT  | Heidi Achleitner     | 25,87  |
| 02    | CZE  | Alena Housová        | 30,87  |
| 03    | CZE  | Soňa Jandová         | 35,83  |
| 04    | AUT  | Kerstin Mayrhofer    | 121,79 |
| 05    | AUT  | Petra Mörtenhuemer   | 131,41 |
| 06    | CZE  | Petra Poláková       | 238,80 |
| 07    | POL  | Danuta Kominek       | 262,93 |
| 08    | POL  | Sylwia Kawik         | 267,46 |
| 09    | POL  | Joanna Macura        | 612,90 |
| 10    | GBR  | Sarah Bradley-Walker | 788,10 |

Das Ergebnis der Kombination setzt sich aus den addierten Zeiten von Abfahrt, Riesenslalom und Slalom zusammen, die anhand eines Punktesystems umgewandelt wurden.

11 Sportlerinnen klassiert
Titelverteidigerin:  Alena Housová

## Altersklassen
Neben den Herren- und Damenrennen in der allgemeinen Klasse wurden in allen Disziplinen auch die männlichen Weltmeister in der Jugendklasse ermittelt. Die Weltmeisterschaften in den übrigen Klassen (Schüler, Jugend weiblich und Altersklassen) wurden separat von 16. bis 19. Februar 2000 in der Gaal ausgetragen.